# Сугаков, Анатолий Иванович
Анатолий Иванович Сугаков (1 апреля 1950 — 5 ноября 2018) — советский и российский офицер военно-морского флота, подводник и гидронавт, Герой Российской Федерации (2.05.1996). Капитан 1-го ранга (28.03.1987)
В 1986—1989 годах командир атомного ракетного подводного крейсера К-51 им.26 съезда КПСС, ныне К-51 «Верхотурье» Северного флота капитан 1-го ранга А. И. Сугаков успешно провёл первые для кораблей своего проекта испытания нового комплекса ракетного оружия из высокоширотного района, 15—17 сентября 1987 года Северного Ледовитого океана.
После выхода в отставку, работал генеральным директором завода ОАО «Лужский завод „Белкозин“» (2000—2010), член совета директоров ОАО «Лужский завод „Белкозин“» (с 2010).

## Биография
Родился 1 апреля 1950 года в селе Кашино Алейского района Алтайского края. Русский. Окончил среднюю школу. С детства увлекался морским делом. По воспоминанию друга детства Александра Галяткина, «у нас была целая флотилия. Устраивали на реке „морские бои“ и плавали на стареньких лодках в соседние сёла. Такие путешествия доставляли несказанное удовольствие и радость обоим, а Толе — в особенности.»
После окончания школы принял решение уехать во Владивосток и поступить учиться в Тихоокеанское высшее военно-морское училище имени С. О. Макарова. С 1967 года — в Военно-морском флоте, в 1972 году окончил Тихоокеанское высшее военно-морское училище имени С. О. Макарова. После окончания училища проходил службу на катерах: помощник командира противолодочного катера П-261 и командир катера П-270 Камчатской военной флотилии.
В 1973 году Сугаков перешёл в подводный флот, стал инженером электронавигационной группы подводной лодки К-171 Тихоокеанского флота. В августе 1975 года А. И. Сугаков был переведён на Северный флот. Служил командиром БЧ-1 подводной лодки К-449 (август 1975 — октябрь 1978), К-487 (октябрь 1978 — январь 1980), старшим помощником командира подводной лодки К-424 (январь 1980 — ноябрь 1982).
В 1983 году А. И. Сугаков окончил Высшие специальные офицерские классы ВМФ. После окончания классов служил на подводной лодке К-51 «Верхотурье» старшим помощником командира подводной лодки (июль 1983 — сентябрь 1986) и командиром ракетного подводного крейсера К-51 «Верхотурье» (сентябрь 1986 — сентябрь 1989).
В 1986—1987 годах Сугаков участвовал в первых для кораблей своего проекта испытаниях нового комплекса ракетного оружия из высокоширотного района Северного Ледовитого океана (старший похода — начальник штаба 13-й дивизии подводных лодок капитан 1-го ранга А. А. Берзин). Руководил главным командным пунктом корабля и обеспечил высокую организацию взаимодействия между боевыми частями и службами при проведении двух пусков ракет Р-29РМУ. Однако пуски закончились безуспешно из-за производственного дефекта. В аттестации 1989 года подчеркивалось:

… к выполнению служебных обязанностей относится добросовестно… В работе может выделить главное направление, обеспечивающее высокий уровень заданной боевой готовности… Командирские качества развиты. Имеет высокий уровень профессиональной подготовки. Курсовые задачи и боевые упражнения выполняет с высокими показателями. Корабль занимает ведущее место на соединении…
Сугаков — участник 16 дальних походов, один из них (в 1987 году) — в район Северного полюса с выполнением огневых упражнений.
С 1989 по 1991 годы А. И. Сугаков учился в Военно-морской академии имени Н. Г. Кузнецова, которую окончил с отличием.
По окончании академии с июня 1991 года капитан 1-го ранга А. И. Сугаков продолжил службу командиром атомной подводной лодки ВМФ РФ. В 1994 году в качестве председателя государственной комиссии осуществлял приёмку атомной глубоководной станции проекта 1910 АС-33 (вошла в состав 29-й отдельной бригады подводных лодок).
Указом Президента Российской Федерации от 2 мая 1996 года «за мужество и героизм, проявленные при выполнении специального задания в условиях, сопряжённых с риском для жизни», капитану 1-го ранга Анатолию Ивановичу Сугакову присвоено звание Героя Российской Федерации. Этим же указом высокого звания удостоены его коллеги-гидронавты — контр-адмирал В. Н. Дронов и капитан 1-го ранга А. Т. Панфилов.
С апреля 2000 года А. И. Сугаков в запасе. Жил в Санкт-Петербурге. С 2000 по 2010 год работал генеральным директором завода ОАО «Лужский завод „Белкозин“». Член совета директоров ОАО «Лужский завод „Белкозин“».
Скончался 5 ноября 2018 года. Похоронен на Серафимовском кладбище (Коммунистическая площадка) в Санкт-Петербурге.

## Награды
- Герой Российской Федерации (2 мая 1996[8])
- орден Красной Звезды (1987)
- медали[2]

## Семья
Родители Екатерина Сергеевна и Иван Селивёрстович работали в колхозе в Алейском районе Алтайского края. Кроме Анатолия в сёмье воспитывались сёстры Валентина и Галина, брат Сергей. Через некоторое время семья переехала в Казахстан.
Анатолий познакомился со своей будущей женой Марией, уроженкой села Кабаково, когда ещё учился в Тихоокеанском высшем военно-морском училище. Мария преподавала в школе, затем стала директором школы. Сын — Дмитрий Анатольевич, экономист, две внучки